# Cerâmica da China

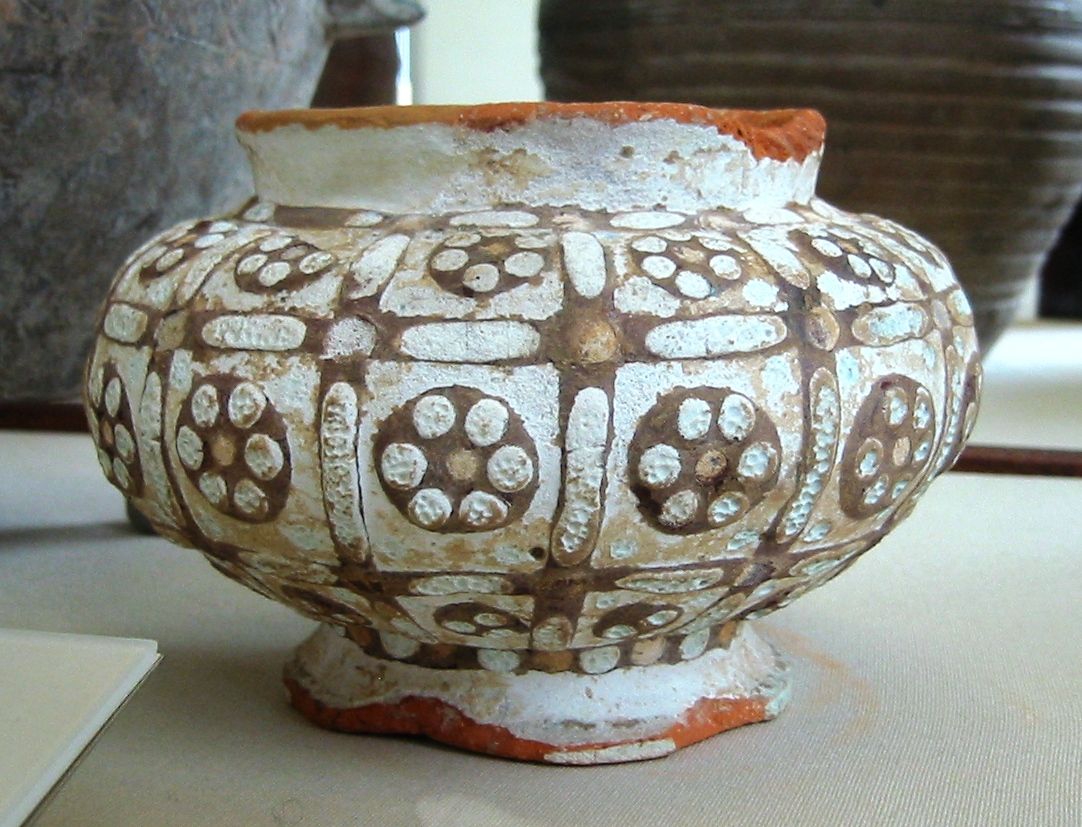
Vaso de cerâmica Zhou, século IV-III a.C..

A China é detentora da maior tradição mundial na fabricação de cerâmica e porcelana. O reconhecido destaque do país neste campo se deve não apenas à beleza e qualidades técnicas dos produtos, mas também à enorme influência que tiveram tanto na Ásia quanto no Ocidente. A cerâmica foi produzida na China desde o III milênio a.C. Alguns exemplos antigos revelam excelente qualidade e belíssima decoração, mas é apenas a partir da dinastia Han (206 a.C. - 220 d.C.) que tem início uma tradição contínua de fabricação de cerâmica cozida e vitrificada para uso em túmulos. Da mesma forma que os vasos, os túmulos eram feitos de modo a oferecer um retrato da vida na época, com celeiros, casas, lagos para peixes, animais e jogos reproduzidos no barro. Louça cozida também foi produzida, resultando nos produtos da sexta dinastia (251-589) e da dinastia Tang (251-589). A dinastia Song (960-1279) representou a idade de ouro da cerâmica chinesa, com os famosos fornos, tanto no sul quanto no norte da China. O sudeste do país se transformou no mais importante centro de cerâmica a partir da dinastia Yuan (1279-1368). Os chineses desenvolveram o controle sobre o pigmento azul, de modo que ele pudesse ser utilizado em detalhes pincelados. Durante a dinastia Ming (1368-1644), a louça azul e branca alcançou seu ponto alto, especialmente no século XV. Já na dinastia Qing (1644-1911), os esmaltes da "família verde" se tornaram populares no reinado do imperador Kangxi (1662-1722) e a "família rosa" no reinado de Youngzheng (1723-1735). O complexo de fabricação de cerâmica de Jingdezhen teve hábeis diretores durante o século XVIII e desfrutou do patrocínio da corte, especialmente no governo do imperador Qianlong (1736-1795), grande incentivador das artes e colecionador. A cerâmica chinesa produzida após o século XVIII tem sido vista apenas como hábil imitação dos modelos antigos.